# Пјађе (Фрозиноне)
Пјађе (итал. Piagge) је насеље у Италији у округу Фрозиноне, региону Лацио.
Према процени из 2011. у насељу је живело 13 становника. Насеље се налази на надморској висини од 509 м.